# MTV Video Music Awards 2021
La 38ª edizione degli MTV Video Music Awards si è tenuta il 12 settembre 2021, presso il Barclays Center di Brooklyn a New York. L'evento è stato condotto dalla cantante e rapper statunitense Doja Cat.
La lista delle candidature è stata rivelata l'11 agosto 2021: Justin Bieber ha ricevuto il maggior numero di nomination della serata, ottenendone sette. Gli artisti ad aver vinto il maggior numero di premi durante il corso della serata sono stati i BTS, Lil Nas X e Olivia Rodrigo, con 3 statuette ciascuno; seguiti a quota 2 statuette da Billie Eilish, Doja Cat, Justin Bieber e i Silk Sonic.
La cerimonia ha registrato il numero più basso di ascolti su MTV nella storia della premiazione, ricevendone 900 000 (altri canali affiliati a Viacom esclusi) e registrando un calo di tale fattore del 32% rispetto all'edizione precedente; ciononostante, ha generato 38 milioni di interazioni sui canali social, il miglior risultato per un programma televisivo statunitense dell'anno.

## Esibizioni
| Artisti                           | Canzoni                              |
| Pre-show                          | Pre-show                             |
| --------------------------------- | ------------------------------------ |
| Kim Petras                        | Future Starts Now                    |
| Polo G                            | Rapstar                              |
| Swedish House Mafia               | It Gets Better e Lifetime            |
| Show principale                   |                                      |
| Alicia Keys e Swae Lee            | Lala                                 |
| Anitta                            | Girl from Rio                        |
| Camila Cabello                    | Don't Go Yet                         |
| Chlöe                             | Have Mercy                           |
| Doja Cat                          | Been like This e You Right           |
| Ed Sheeran                        | Shivers                              |
| Foo Fighters                      | Learn to Fly, Shame Shame e Everlong |
| Kacey Musgraves                   | Star-Crossed                         |
| Lil Nas X e Jack Harlow           | Industry Baby                        |
| Machine Gun Kelly e Travis Barker | Papercuts                            |
| Normani                           | Wild Side                            |
| Olivia Rodrigo                    | Good 4 U                             |
| Ozuna                             | La funka                             |
| Shawn Mendes e Tainy              | Summer of Love                       |
| The Kid Laroi e Justin Bieber     | Stay                                 |
| Twenty One Pilots                 | Saturday                             |

## Vincitori e candidati
In grassetto sono evidenziati i vincitori.

### Video dell'anno
- Lil Nas X – Montero (Call Me by Your Name)
- Cardi B (featuring Megan Thee Stallion) – WAP
- DJ Khaled (featuring Drake) – Popstar
- Doja Cat (featuring SZA) – Kiss Me More
- Ed Sheeran – Bad Habits
- The Weeknd – Save Your Tears

### Artista dell'anno
- Justin Bieber
- Ariana Grande
- Doja Cat
- Megan Thee Stallion
- Olivia Rodrigo
- Taylor Swift

### Canzone dell'anno
- Olivia Rodrigo – Drivers License
- 24kGoldn (featuring Iann Dior) – Mood
- BTS – Dynamite
- Cardi B (featuring Megan Thee Stallion) – WAP
- Dua Lipa – Levitating
- Silk Sonic – Leave the Door Open

### Miglior artista esordiente
- Olivia Rodrigo
- 24kGoldn
- Giveon
- The Kid Laroi
- Polo G
- Saweetie

### Esibizione Push dell'anno
- Olivia Rodrigo – Drivers License
- 24kGoldn – Coco
- Ashnikko – Daisy
- Fousheé – My Slime
- Girl in Red – Serotonin
- JC Stewart – Break My Heart
- Jxdn – Think About Me
- Latto – Sex Lies
- Madison Beer – Selfish
- Saint Jhn – Gorgeous
- The Kid Laroi – Without You
- Wallows – Are You Bored Yet?

### Miglior collaborazione
- Doja Cat (featuring SZA) – Kiss Me More
- 24kGoldn (featuring Iann Dior) – Mood
- Cardi B (featuring Megan Thee Stallion) – WAP
- Drake (featuring Lil Durk) – Laugh Now Cry Later
- Justin Bieber (featuring Daniel Caesar & Giveon) – Peaches
- Miley Cyrus (featuring Dua Lipa) – Prisoner

### Miglior video pop
- Justin Bieber (featuring Daniel Caesar & Giveon) – Peaches
- Ariana Grande – Positions
- Billie Eilish – Therefore I Am
- BTS – Butter
- Harry Styles – Treat People with Kindness
- Olivia Rodrigo – Good 4 U
- Shawn Mendes – Wonder
- Taylor Swift – Willow

### Miglior video hip-hop
- Travis Scott (featuring Young Thug & M.I.A.) – Franchise
- Cardi B (featuring Megan Thee Stallion) – WAP
- Drake (featuring Lil Durk) – Laugh Now Cry Later
- Lil Baby e Megan Thee Stallion – On Me (Remix)
- Moneybagg Yo – Said Sum
- Polo G – Rapstar

### Miglior video R&B
- Silk Sonic – Leave the Door Open
- Beyoncé, Saint Jhn e Wizkid (featuring Blue Ivy Carter) – Brown Skin Girl
- Chris Brown e Young Thug – Go Crazy
- Giveon – Heartbreak Anniversary
- H.E.R. (featuring Chris Brown) – Come Through
- SZA – Good Days

### Miglior video K-pop
- BTS – Butter
- (G)I-dle – Dumdi Dumdi
- Blackpink e Selena Gomez – Ice Cream
- Monsta X – Gambler
- Seventeen – Ready to Love
- Twice – Alcohol-Free

### Miglior video alternativo
- Machine Gun Kelly e Blackbear – My Ex's Best Friend
- Bleachers – Stop Making This Hurt
- Glass Animals – Heat Waves
- Imagine Dragons – Follow You
- Twenty One Pilots – Shy Away
- Willow (featuring Travis Barker) – Transparent Soul

### Miglior video rock
- John Mayer – Last Train Home
- Evanescence – Use My Voice
- Foo Fighters – Shame Shame
- Kings of Leon – The Bandit
- Lenny Kravitz – Raise Vibration
- The Killers – My Own Soul's Warning

### Miglior video latino
- Billie Eilish e Rosalía – Lo vas a olvidar
- Bad Bunny e Jhay Cortez – Dákiti
- Black Eyed Peas e Shakira – Girl like Me
- J Balvin, Dua Lipa e Bad Bunny (featuring Tainy) – Un día (One Day)
- Karol G – Bichota
- Maluma – Hawái

### Miglior video con un messaggio sociale
- Billie Eilish – Your Power
- Demi Lovato – Dancing with the Devil
- H.E.R. – Fight for You
- Kane Brown – Worldwide Beautiful
- Lil Nas X – Montero (Call Me by Your Name)
- Pharrell Williams (featuring Jay-Z) – Entrepreneur

### Icona globale
- Foo Fighters

### Miglior regia
- Lil Nas X – Montero (Call Me by Your Name) (Lil Nas X e Tanja Muïn'o)
- Billie Eilish – Your Power (Billie Eilish)
- DJ Khaled (featuring Drake) – Popstar (Director X)
- Taylor Swift – Willow (Taylor Swift)
- Travis Scott (featuring Young Thug & M.I.A.) – Franchise (Travis Scott)
- Tyler, the Creator – Lumberjack (Wolf Haley)

### Migliore direzione artistica
- Saweetie (featuring Doja Cat) – Best Friend (Art Haynes)
- Beyoncé, Shatta Wale e Major Lazer – Already (Susan Linns e Gerard Santos)
- Ed Sheeran – Bad Habits (Alison Dominitz)
- Lady Gaga – 911 (Tom Foden e Peter Andrus)
- Lil Nas X – Montero (Call Me by Your Name) (John Richoux)
- Taylor Swift – Willow (Ethan Tobman e Regina Fernandez)

### Migliore coreografia
- Harry Styles – Treat People with Kindness (Paul Roberts)
- Ariana Grande – 34+35 (Brian Nicholson e Scott Nicholson)
- BTS – Butter (Son Sung Deuk)
- Ed Sheeran – Bad Habits (Natricia Bernard)
- Foo Fighters – Shame Shame (Nina McNeely)
- Marshmello e Halsey – Be Kind (Dani Vitale)

### Miglior fotografia
- Beyoncé, Saint Jhn e Wizkid (featuring Blue Ivy Carter) – Brown Skin Girl (Benoit Soler, Malik H. Sayeed, Mohammed Atta Ahmed, Santiago Gonzalez e Ryan Helfant)
- Billie Eilish – Therefore I Am (Rob Witt)
- Foo Fighters – Shame Shame (Santiago Gonzalez)
- Justin Bieber (featuring Chance The Rapper) – Holy (Elias Talbot)
- Lady Gaga – 911 (Jeff Cronenweth)
- Lorde – Solar Power (Andrew Stroud)

### Miglior montaggio
- Silk Sonic – Leave the Door Open (Troy Charbonnet)
- BTS – Butter (Yong Seok Choi)
- Drake – What's Next (Noah Kendal)
- Harry Styles – Treat People with Kindness (Claudia Wass)
- Justin Bieber (featuring Daniel Caesar & Giveon) – Peaches (Mark Mayr e Vinnie Hobbs)
- Miley Cyrus (featuring Dua Lipa) – Prisoner

### Migliori effetti speciali
- Lil Nas X – Montero (Call Me by Your Name) (Mathematic)
- Bella Poarch – Build a Bitch (Andrew Donoho, Denhov Visuals, Denis Strahhov, Rein Jakobson, Vahur Kuusk, Tatjana Pavlik e Yekaterina Vetrova)
- Coldplay – Higher Power (Mathematic)
- Doja Cat e The Weeknd – You Right (La Pac, Anthony Lestremau, Julien Missaire, Petr Shkolniy, Alexi Bailla, Micha Sher, Antoine Hache, Mikros MPC, Nicolas Huget, Guillaume Ho Tsong Fang, Benjamin Lenfant, Stephane Pivron, MPC Bangalore, Chanakya Chander, Raju Ganesh e David Rouxel)
- Glass Animals – Tangerine (Ronan Fourreau)
- Pink – All I Know So Far (Dave Meyers e Freenjoy Inc)

### Canzone dell'estate
- BTS – Butter
- Billie Eilish – Happier than Ever
- Camila Cabello – Don't Go Yet
- DJ Khaled (featuring Lil Baby & Lil Durk) – Every Chance I Get
- Doja Cat – Need to Know
- Dua Lipa – Levitating
- Ed Sheeran – Bad Habits
- Giveon – Heartbreak Anniversary
- Justin Bieber (featuring Daniel Caesar & Giveon) – Peaches
- Lil Nas X e Jack Harlow – Industry Baby
- Lizzo (featuring Cardi B) – Rumors
- Megan Thee Stallion – Thot Shit
- Normani (featuring Cardi B) – Wild Side
- Olivia Rodrigo – Good 4 U
- Shawn Mendes e Tainy – Summer of Love
- The Kid Laroi e Justin Bieber – Stay

### Miglior gruppo
- BTS
- Blackpink
- CNCO
- Foo Fighters
- Jonas Brothers
- Maroon 5
- Silk Sonic
- Twenty One Pilots

### Miglior canzone rivelazione
- Claire Rosinkranz – Backyard Boy
- Masked Wolf – Astronaut in the Ocean
- Bella Poarch – Build a Bitch
- Yung Baby Tate e Flo Milli – I Am
- Whoheem – Let's Link

### Best Comeback Song
- Aly & AJ – Potential Breakup Song
- Boney M. – Rasputin
- Destiny's Child – Bills, Bills, Bills
- Fleetwood Mac – Dreams
- Missy Elliott – Work It
- Simple Plan – I'm Just a Kid